# Piccola era glaciale tardoantica
La piccola era glaciale tardoantica (PEGTA) fu un periodo di raffreddamento di lunga durata dell'emisfero settentrionale, avvenuto durante la tarda antichità, tra il VI e VII secolo. Questo periodo coincide con due o tre immense eruzioni vulcaniche nel periodo che va dal 525 al 536, nel periodo tra il 539 e il 540 e nel 547. Le anomalie climatiche del 535-536 furono i primi fenomeni di un declino della temperatura globale durato un secolo. Uno studio ha suggerito un raffreddamento globale di circa 2 °C.

## Descrizione
L'esistenza di un periodo di raffreddamento nella tarda antichità è stata teorizzata per la prima volta nel 2015 e successivamente confermata per l'intervallo compreso tra il 536 e il 660 circa. Questo periodo coincide con due o tre eruzioni vulcaniche di grande portata, avvenute nel 525-536, nel 539-540 e nel 547. Si presume che l'eruzione del 536 provenisse da un vulcano ad alta latitudine, probabilmente in Alaska o in Islanda, mentre il vulcano del 539/540 potrebbe essere stato l'Ilopango nell'attuale El Salvador. Tuttavia, anche l'eruzione del 535 del Krakatoa è una valida candidata. Un altro sito vulcanico sospettato di esser coinvolto nel fenomeno è la caldera di Rabaul nel Pacifico occidentale, esplosa intorno al 540.
L'evidenza proviene da una ricostruzione della temperatura del gruppo di lavoro Euro-Med2k del progetto internazionale PAGES (Past Global Changes), utilizzando nuove misurazioni degli anelli degli alberi dei monti Altaj, che corrispondono strettamente alle temperature misurate sulle Alpi negli ultimi due secoli. Ulteriori carote di ghiaccio provenienti dalla Groenlandia e dall'Antartide mostrano aumenti di solfati, prodotti delle eruzioni vulcaniche, per gli strati formatisi nel 536 e nel 539/540.

## Impatti regionali

### Mesoamerica
Si ipotizza che l'eruzione dell'Ilopango e i successivi eventi meteorologici e dissesti agricoli abbiano provocato in maniera diretta l'abbandono del sito di Teotihuacan da parte degli abitanti originari.

### Medio Oriente
Secondo uno studio condotto da un gruppo di ricercatori dell'Istituto federale di ricerca svizzero a Birmensdorf, la caduta delle temperature ha portato la penisola arabica a sperimentare un drastico aumento della fertilità del suolo. La spinta dell'approvvigionamento alimentare ha contribuito all'espansione araba oltre la penisola arabica durante l'espansione islamica. Il periodo freddo portò anche a un aumento delle tensioni tra l'Impero romano d'Oriente e l'Impero sasanide, facilitando così la conquista islamica della Siria, la conquista islamica dell'Egitto e la conquista islamica della Persia.
Secondo uno studio condotto da un gruppo di ricercatori israeliani, a partire dal 540 nel deserto del Negev, la città di Elusa, che ospitava decine di migliaia di persone durante il suo apogeo, assistette a una drastica diminuzione della popolazione e della quantità di rifiuti che essa produceva. Il maggior declino si verificò intorno alla metà del VI secolo, circa un secolo prima della conquista islamica.

### Regione mediterranea
Il periodo di raffreddamento coincise con la peste di Giustiniano, iniziata nel 541, anche se la forte correlazione tra la peste e il peggioramento climatico non è stata ancora dimostrata. Il periodo di raffreddamento contribuì alle migrazioni dei Longobardi e degli Slavi in territorio romano in Italia e nei Balcani.